# Stevan Jovetić
Stevan Jovetić (Montenegrijns: Стеван Јоветић) (Titograd, 2 november 1989) is een profvoetballer uit Montenegro die doorgaans als aanvaller speelt. Hij tekende in augustus 2017 een contract tot medio 2021 bij AS Monaco, dat circa €11.000.000,- voor hem betaalde aan Internazionale. Jovetić debuteerde in 2007 in het Montenegrijns voetbalelftal. Op 27 juli 2021 tekende Jovetić bij Hertha BSC een tweejarig contract.

## Clubcarrière
Jovetić stroomde in het seizoen 2005/06 door vanuit de jeugd van FK Partizan. Hier speelde hij vervolgens meer dan vijftig wedstrijden in het eerste team in de Superliga. Hij werd in het seizoen 2007/08 Servisch landskampioen met de club, waaraan hij zelf bijdroeg in 27 duels met onder meer elf doelpunten.
Jovetić tekende op 10 mei 2008 bij ACF Fiorentina, dat circa €11.200.000,- voor hem betaalde. Hij maakte zijn eerste doelpunt voor La Viola in de competitiewedstrijd op 5 april 2009 tegen Atalanta, toen hij een strafschop benutte. Hij begon het seizoen 2009/10 met een doelpunt tegen Sporting Clube de Portugal, dat aan 1–1 genoeg had om zich te kwalificeren voor de UEFA Champions League. Tijdens de voorbereiding op het seizoen 2010/11 raakte Jovetić een geblesseerd aan de kruisband in zijn rechterknie. Hierdoor moest hij het hele seizoen aan de kant blijven. Jovetić kwam terug van zijn blessure en begon het seizoen 2011/12 door tweemaal te scoren tijdens een 3–0 overwinning op Parma. Dit waren zijn eerste doelpunten in ruim een jaar. Op 15 oktober 2011 tekende Jovetić een nieuw verbeterd contract tot 2016.
Jovetić tekende in 2013 een contract bij Manchester City, dat circa €27.500.000,- voor hem betaalde aan Fiorentina. Hij maakte op 14 september zijn debuut voor de Engelse club in de Premier League, tegen Stoke City (0–0. Zijn eerste doelpunten in dienst van Manchester volgde tien dagen later, toen Jovetić in de derde ronde van de Football League Cup tweemaal trefzeker was tegen Wigan Athletic (eindstand 5–0). Met Manchester City werd Jovetić in het seizoen 2013/14 kampioen in de Premier League.
Jovetić verruilde Manchester City in juli 2015 voor Internazionale. Officieel huurde hem dat eerst anderhalf seizoen, maar met een verplichte optie tot koop ter waarde van circa €15.000.000,-. Inter drukte op die manier de hoogte van de totale uitgaven dat jaar om de Financial Fair Play-regels niet te overtreden. Jovetić maakte op 23 augustus 2015 zijn officiële debuut voor Inter, tijdens een wedstrijd thuis tegen Atalanta Bergamo in de eerste speelronde van seizoen 2015/16 in de Serie A. Hij kwam na vijftien minuten in het veld als vervanger van Mauro Icardi en schoot in de blessuretijd het enige doelpunt van de wedstrijd binnen.
Jovetić tekende in augustus 2017 een contract tot medio 2021 bij AS Monaco, dat circa €11.000.000,- voor hem betaalde aan Internazionale.
Op 27 juli 2021 tekende Jovetić bij Hertha BSC een tweejarig contract.

## Clubstatistieken
| Seizoen | Club             | Competitie       | Competitie | Competitie | Beker | Beker | Internationaal | Internationaal | Totaal | Totaal |
| Seizoen | Club             | Competitie       | Wed.       | Dlp.       | Wed.  | Dlp.  | Wed.           | Dlp.           | Wed.   | Dlp.   |
| ------- | ---------------- | ---------------- | ---------- | ---------- | ----- | ----- | -------------- | -------------- | ------ | ------ |
| 2006/07 | FK Partizan      | Superliga        | 7          | 1          | 0     | 0     | 0              | 0              | 7      | 1      |
| 2007/08 | FK Partizan      | Superliga        | 27         | 12         | 0     | 0     | 2              | 4              | 29     | 16     |
| 2008/09 | ACF Fiorentina   | Serie A          | 29         | 2          | 1     | 0     | 4              | 0              | 34     | 2      |
| 2009/10 | ACF Fiorentina   | Serie A          | 29         | 6          | 2     | 0     | 6              | 5              | 37     | 11     |
| 2010/11 | ACF Fiorentina   | Serie A          | 0          | 0          | 0     | 0     | 0              | 0              | 0      | 0      |
| 2011/12 | ACF Fiorentina   | Serie A          | 27         | 14         | 2     | 0     | —              | —              | 29     | 14     |
| 2012/13 | ACF Fiorentina   | Serie A          | 31         | 13         | 3     | 0     | —              | —              | 34     | 13     |
| 2013/14 | Manchester City  | Premier League   | 13         | 3          | 5     | 3     | 0              | 0              | 18     | 6      |
| 2014/15 | Manchester City  | Premier League   | 17         | 5          | 4     | 0     | 5              | 0              | 26     | 5      |
| 2015/16 | → Internazionale | Serie A          | 26         | 6          | 2     | 1     | —              | —              | 28     | 7      |
| 2016/17 | Internazionale   | Serie A          | 5          | 0          | 0     | 0     | 0              | 0              | 5      | 0      |
| 2016/17 | → Sevilla FC     | Primera División | 21         | 6          | 1     | 1     | 2              | 0              | 24     | 7      |
| 2017/18 | AS Monaco        | Ligue 1          | 15         | 8          | 5     | 2     | 1              | 0              | 21     | 10     |
| 2018/19 | AS Monaco        | Ligue 1          | 8          | 2          | 0     | 0     | 1              | 0              | 9      | 2      |
| Totaal  | Totaal           | Totaal           | 255        | 78         | 25    | 8     | 20             | 11             | 301    | 96     |

## Interlandcarrière
Jovetić maakte zijn debuut voor de nationale ploeg van Montenegro in 2007, het jaar waarin zijn vaderland werd erkend door de FIFA als zelfstandige natie na de opsplitsing van Servië en Montenegro.
| Interlanddoelpunten | Interlanddoelpunten | Interlanddoelpunten | Interlanddoelpunten        | Interlanddoelpunten | Interlanddoelpunten | Interlanddoelpunten | Interlanddoelpunten |                 |
| #                   | Datum               | Locatie             | Wedstrijd                  | Goal(s)             | Score               | Uitslag             | Wedstrijd           |                 |
| ------------------- | ------------------- | ------------------- | -------------------------- | ------------------- | ------------------- | ------------------- | ------------------- | --------------- |
| 1                   | 20 augustus 2008    | Boedapest           | Hongarije – Montenegro     | 45' (pen.)          | 1 – 1               | 3 – 3               | Oefeninterland      |                 |
| 2                   | 20 augustus 2008    | Boedapest           | Hongarije – Montenegro     | 68'                 | 2 – 3               | 3 – 3               | Oefeninterland      |                 |
| 3                   | 6 september 2008    | Podgorica           | Montenegro – Bulgarije     | 82' (pen.)          | 2 – 1               | 2 – 2               | WK-kwalificatie     |                 |
| 4                   | 19 november 2008    | Podgorica           | Montenegro – Macedonië     | 33' (pen.)          | 2 – 0               | 2 – 1               | Oefeninterland      |                 |
| 5                   | 12 augustus 2009    | Podgorica           | Montenegro – Wales         | 31' (pen.)          | 1 – 0               | 2 – 1               | Oefeninterland      |                 |
| 6                   | 5 september 2009    | Sofia               | Bulgarije – Montenegro     | 9'                  | 0 – 1               | 4 – 1               | WK-kwalificatie     |                 |
| 7                   | 2 september 2011    | Cardiff             | Wales – Montenegro         | 71'                 | 2 – 1               | 2 – 1               | EK-kwalificatie     |                 |
| 8                   | 29 februari 2012    | Podgorica           | Montenegro – IJsland       | 56'                 | 1 – 0               | 2 – 1               | Oefeninterland      |                 |
| 9                   | 29 februari 2012    | Podgorica           | Montenegro – IJsland       | 87'                 | 2 – 1               | 2 – 1               | Oefeninterland      |                 |
| 10                  | 15 augustus 2012    | Podgorica           | Montenegro – Letland       | 36'                 | 1 – 0               | 2 – 0               | Oefeninterland      |                 |
| 11                  | 15 oktober 2013     | Podgorica           | Montenegro – Moldavië      | 55' (pen.)          | 1 – 1               | 2 – 5               | WK-kwalificatie     |                 |
| 12                  | 15 oktober 2013     | Podgorica           | Montenegro – Moldavië      | 90+1'               | 2 – 5               | 2 – 5               | WK-kwalificatie     |                 |
| 13                  | 15 november 2014    | Podgorica           | Montenegro – Zweden        | 80' (pen.)          | 1 – 1               | 1 – 1               | Oefeninterland      |                 |
| 14                  | 8 juni 2015         | Viborg              | Denemarken – Montenegro    | 17'                 | 0 – 1               | 2 – 1               | Oefeninterland      |                 |
| 15                  | 5 september 2015    | Podgorica           | Montenegro – Liechtenstein | 56'                 | 2 – 0               | 2 – 0               | EK-kwalificatie     |                 |
| 16                  | 12 november 2015    | Skopje              | Macedonië – Montenegro     | 89'                 | 4 – 1               | 4 – 1               | Oefeninterland      |                 |
| 17                  | 4 september 2016    | Cluj-Napoca         | Roemenië – Montenegro      | 87'                 | 1 – 1               | 1 – 1               | WK-kwalificatie     |                 |
| 18                  | 8 oktober 2016      | Podgorica           | Montenegro – Kazachstan    | 64'                 | 3 – 0               | 5 – 0               | WK-kwalificatie     |                 |
| 19                  | 11 november 2016    | Jerevan             | Armenië – Montenegro       | 38'                 | 0 – 2               | 3 – 2               | WK-kwalificatie     |                 |
| 20                  | 4 juni 2017         | Podgorica           | Montenegro – Iran          | 32'                 | 1 – 1               | 1 – 2               | Oefeninterland      |                 |
| 21                  | 10 juni 2017        | Podgorica           | Montenegro – Armenië       | 28'                 | 2 – 0               | 4 – 1               | WK-kwalificatie     |                 |
| 22                  | 10 juni 2017        | Podgorica           | Montenegro – Armenië       | 54'                 | 3 – 0               | 4 – 1               | WK-kwalificatie     |                 |
| 23                  | 10 juni 2017        | Podgorica           | Montenegro – Armenië       | 82'                 | 4 – 0               | 4 – 1               | WK-kwalificatie     |                 |
| 24                  | 4 september 2017    | Podgorica           | Montenegro – Roemenië      | 75'                 | 1 – 0               | 1 – 0               | WK-kwalificatie     |                 |
| 25                  | 5 september 2020    | Nicosia             | Cyprus – Montenegro        | 60'                 | 0 – 1               | 0 – 2               | UEFA Nations League |                 |
| 26                  | 5 september 2020    | Nicosia             | Cyprus – Montenegro        | 73'                 | 0 – 2               | 0 – 2               | UEFA Nations League |                 |
| 27                  | 10 oktober 2020     | Podgorica           | Montenegro – Azerbeidzjan  | 9'                  | 1 – 0               | 2 – 0               | UEFA Nations League |                 |
| 28                  | 17 november 2020    | Podgorica           | Montenegro – Cyprus        | 14'                 | 1 – 0               | 4 – 0               | UEFA Nations League |                 |
| 29                  | 24 maart 2021       | Riga                | Letland – Montenegro       | 41'                 | 1 – 1               | 1 – 2               | 1 – 2               | WK-kwalificatie |
| 30                  | 24 maart 2021       | Riga                | Letland – Montenegro       | 83'                 | 1 – 2               | 1 – 2               | 1 – 2               | WK-kwalificatie |

## Erelijst
| Competitie              |             |             |             |             |
| Competitie              | Aantal      | Jaren       |             |             |
| FK Partizan             | FK Partizan | FK Partizan | FK Partizan | FK Partizan |
| ----------------------- | ----------- | ----------- | ----------- | ----------- |
| Kampioen Superliga      | 1x          | 2007/08     |             |             |
| Beker van Servië        | 1x          | 2007/08     |             |             |
| Manchester City         |             |             |             |             |
| Kampioen Premier League | 1x          | 2013/14     |             |             |
| League Cup              | 1x          | 2013/14     |             |             |